# Independencia (1865)
Independencia var det første søgående panserskib, der blev leveret til et land i Sydamerika, bygget i England for Peru. Den peruvianske regering sendte to søofficerer til England i begyndelsen af 1864, og i marts skrev de kontrakt med værftet. Arbejdet gik dog ikke i gang straks, da der var problemer med at få overført betalingen, og bygningen af Independencia var i det hele taget den største maritime satsning i Peru i det 19. århundrede. Navnet betyder "Uafhængighed". I januar 1866, da skibet var næsten færdigt, blev det sejlet til et værft ved Schelde-floden, hvor kanonerne blev monteret. Årsagen var, at den peruvianske regering frygtede, at de engelske myndigheder ville konfiskere skibet på grund af konflikten mellem Peru og Spanien.

## Tjeneste
Fra Europa stævnede skibet over Atlanterhavet til Sydamerikas sydspids, og efter at have rundet den, nåede Independencia frem til Callao i Peru den 24. august 1866. Krigen mod Spanien havde medført et spansk bombardement af Callao den 2. maj 1866, men den spanske eskadre havde forladt Sydamerika inden Independencia anløb byen. Da skibet for første gang affyrede sine kanoner for alvor, var det i 1877, hvor Perus næststørste krigsskib, Huascar, havde sluttet sig til en oprørsbevægelse. Da de to skibe mødtes i kamp, viste det sig, at Independencias kanoner ikke var i stand til at gennembryde pansringen på Huascar, på trods af flere træffere. I marts 1879 blev der gjort et forsøg på at råde bod på dette, da Independencia fik to ekstra kanoner, og det nye skyts kom straks i brug, idet der var udbrudt krig mod Chile i februar 1879. Den 21. maj overraskede Independencia og Huascar to mindre chilenske skibe ved Iquique og mens Huascar gjorde relativ kort proces med sin modstander, havde Independencias kanonbesætninger svært ved at ramme modstanderen, den upansrede kanonbåd Covadonga. Til sidst besluttede chefen på Independencia at vædre sin modstander, men det chilenske skib søgte ind på lavt vand, og det endte med, at Independencia gik uhjælpeligt på grund. Nu kunne Covadonga i ro og mag beskyde det hjælpeløse skib, men måtte dog fortrække, da Huascar kom til undsætning. Slaget endte med, at besætningen fra Independencia blev reddet over på Huascar, og peruvianerne så ingen anden udvej end at sætte ild til deres flådes største skib, så det ikke faldt i chilenske hænder.

## Eksterne links
- Wikimedia Commons har flere filer relateret til Independencia (1865)